# Fransk Vestafrika
Fransk Vestafrika (fransk: Afrique occidentale française, forkortet AOF) var et forbund af otte franske kolonier i Vestafrika. Føderationen bestod af:
- Mauretanien,
- Senegambia og Niger (nu Senegal (og Gambia) samt Niger),
- Fransk Sudan (nu Mali),
- Fransk Guinea (nu Guinea),
- Elfenbenskysten,
- Øvre Volta (nu Burkina Faso) og
- Dahomey (nu Benin)[1]

Fransk Vestafrika var den største af de franske besiddelser i Afrika mellem 1895 og 1958. Området begrænsedes mod nord af Sahara, der adskilte den fra de franske besiddelser i Nordafrika Tunis, Algier og Marokko og fra den spanske besiddelse Rio de Oro, mod vest af Atlanterhavet, mod syd af Guinea-bugten og den engelske besiddelse Nigeria og mod øst af kolonien Tchad, der hørte til Fransk Afrika omkring ækvator.
Denne umådelige landstrækning, hvis areal var 4 millioner km², var 7 gange større end Frankrig, og den havde ca. 12 millioner indbyggere.

## Etymologi
Benævnelsen Fransk Vestafrika blev skabt ved dekret af 16. juni 1895 for det generalguvernement, som omfattede de daværende områder Senegal, Fransk Sudan og Fransk Guinea.

## Historisk udvikling
Fransk Vestafrika omfattede både en af Frankrigs ældste kolonier, nemlig Senegal, og en af dets nyere erhvervelser, nemlig Mauritanien, hvis erobring knapt nok var tilendebragt efter 1. verdenskrig.

### Tidlige handelskolonier
Allerede i det 14. århundredede havde franske søfarere fra Dieppe, La Rochelle og Bayonne konkurreret med portugisere om æren og fordelen ved at foretage opdagelsesrejser langs den da næsten ukendte afrikanske vestkyst. De oprettede en række handelsstationer på strækningen fra Cap Vert til Guinea-bugten og tilbyttede sig her eftertragtede varer som gummi, peber, indigo, virak, guld og elfenben fra de indfødte mod genstande, som det selv anså var af ringe værdi. Hundredårskrigen og de franske borgerkrige standsede imidlertid Normandiets virksomhed, der allerede var blevet indledt i 1488 af Jean de Bethencourt med opdagelsen af de kanariske øer. Portugiserne og hollænderne kunne der efter overtage de forladte handelsstationer og fortsætte handelen med fremgang. Først i det 16. århundrede begyndte franskmændene atter at optræde i Vestafrika: i 1582 oprettede et firma fra Rouen en fabrik på en lille ø i Senegals munding, og denne fabrik skulle blive grundlaget for byen St. Louis. I 1626 blev selskabet officielt anerkendt af Richelieu, idet han som led i at sikre Frankrig overmagten til søs tildelte selskabet en række privilegier.

### International kappestrid om Vestafrika
I 1600- og 1700-tallet blev den afrikanske vestkyst frem til Guinea-bugten mål for en livlig aktivitet fra en række forskellige europæiske magters side, og fra 1664 til 1694 måtte en række franske direktører for nydannede selskaber derfor kæmpe mod hollænderne, der midlertidigt havde etableret sig i Argouin og Gorée, mod englænderne, der havde etableret sig i Gambia, mod Preussen på "Guldkysten", hvortil den store kurfyrste Frederik Wilhelm havde sendt en flåde, som lod oprette havnen Frederiksborg og endelig mod Danmark, hvis konge Christian 4. i begyndelsen af det 17. århundrede sendte en ekspedition til Guinea og her lod oprette en danske koloni.
I 1697 overtog Anpré Brue ledelsen af et af de franske selskaber. Han var en dygtig administrator og formåede at etablere en forbindelse med de indfødtes høvdinge, at forsyne de to fæstninger ved Gorée med våben og proviant, at arbejde for kongeriget Gayors underlæggelse og at tilintetgøre den hollandske indflydelse i Øvre-Senegal. Han boede i Afrika til 1723, og i løbet af hans embedstid kom landet fra Argouin til Senegal og fra Senegal til "Sydens Riviera" under fransk indflydelse. Den 15. januar 1717 underskrev André Brue en traktat med Trotza-kongen Eli Ghandora, hvori bekræftedes, at Portendik var fransk besiddelse. Brue var ikke kun administrator, han var tillige videnskabsmand, og han blev den første, der skrev en fuldstændig beskrivelse af Senegal og et samlet underbygget værk om landets indfødte, dets dyreliv og plantevækst.
I året 1773 underskrev Abbed Demanet en ny traktat med de uafhængige fyrster i Arguin, Portendik og langs kysten fra Kap Blanco til Barbaric for at sikre de franske besiddelser.

### Kolonierne på skiftende hænder
Det 18. århundrede var en relativt stille tid uden nævneværdige begivenheder i Senegal, men under 7-årskrigen lykkedes det englænderne at erobre Gorée og St. Louis. Ved Pariser-traktaten i 1763 blev Gorée imidlertid givet tilbage til Frankrig, og ved Versailles-traktaten af 1783 kom Frankrig atter i besiddelse af alle sine kolonier. Fire år senere, i 1787, afstod Demel de Caver halvøen Cap Vert og det omliggende land, herunder Dakar, til franskmændene, og fra denne tid af blev den opvoksende koloni administreret af en guvernør, der blev udnævnt at kongen. Under revolutionen og kejserrigets krige blev Senegal atter erobret af englænderne, men ved Pariser-traktaten af 1815 kom det endegyldigt under fransk herredømme. Indtil midten af det 19. århundrede bestod besiddelsen Senegal imidlertid reelt kun af nogle få handelsstationer ved den nedre flod.

### "Méduse"-affæren
I 1815-16 indtraf en begivenhed, som vakte en del opmærksomhed især i Frankrig: "Méduse" var et skib, der blev udsendt af den franske regering ("Restaurationen" fra 1815—1830) for atter at tage kolonien Senegal, der blev tilbagegivet Frankrig ved traktaterne af 1815, i besiddelse. I året 1816 led skibet skibbrud men en del af de skibbrudne fra "Meduse" nåede i land ved Kap Timiris. Ved at følge langs kysten nåede de St. Louis, men disse ulykkelige folk fik kun ringe kendskab til de egne, de gennemstrejfede og led en krank skæbne. Senere, på grund af en tilfældig kaptajns udygtighed strandede skibet på Arguins rev, og de skibbrudne søgte tilflugt på en tømmerflåde, som efter 12 dages forløb blev opdaget af briggen "Argus", der optog den døende besætning. Dette forlis, der den gang vakte så stort røre, inspirerede Géricault til denne store kunstners mesterværk, der kom på "Louvre" i Paris.

### Faidherbes tiltag
I 1850 foreslog det franske marineministerium at gennemføre en del reformer efter de af kaptajn Bonet-Willaumez foreslåede planer, og gennemførelsen af disse reformer blev overladt til den daværende kommandant Génie Faidherbe. Faidherbe var allerede populær i kolonien, idet han havde forstået at gøre sig vellidt ved sit retsind og sit særlige kendskab til de indfødte. Først lod han ophæve den skat eller afgift, som maurerne hidtil havde forlangt af de forretninger, der blev afsluttet med dem. Dernæst fik han bragt en afslutning på de strejftog, som maurerne på Senegals højre bred indtil da havde gjort mod den sorte befolkning på venstre bred. I 1855 grundlagde han Medina på det sted ved Senegal, hvor floden ophører at være sejlbar, idet han havde indset, at fabrikkerne i Senegambia ingen fremtid havde for sig, hvis de ikke stod i forbindelse med Niger. Disse tiltag stødte på megen modstand hos de muhamedanske og fanatiske Toucouleursc, hvis høvding Omar, kaldet "El Hadj" (navnet betyder "Pilgrimmen" og henviser til, at han havde været i Mekka) havde grundlagt et mægtigt kejserrige ved bredden af Niger. El Hadj havde hørt tale om emiren Abd-el-Kader og hans sejre, og ville efterligne ham.
I begyndelsen af 1856 belejrede El Hadj derfor den nyligt oprettede station Medina, der imidlertid blev ihærdigt forsvaret af mulatten Paul Holl. Faidherbe kom ham til undsætning, og El Hadj måtte trække sig tilbage. Det er Faidherbe, der har ansvaret for Senegals daværende administrative organisation. Han lod oprette de senegalske skytter, bygge kaserner og skoler, bygge broer og anlægge veje. Han lod også flere forskere foretage rejser til det indre af landet, henimod Niger. De betydeligste af disse var løjtnant Mage og doktor Quintin, der blev sendt som ambassadører til El Hadj, men denne lod dem holde i fangenskab fra 1860—1862 i Ségon-Sikoro ved Niger.

### De franske besiddelser udvides
Da krigen i 1870 udbrød, vendte Faidherbe tilbage til Frankrig og hans pionerarbejde blev derved afbrudt og først genoptaget i 1880 af oberst Briére de l'Isle. Franskmændene havde på dette tidspunkt to uforsonlige fjender at bekæmpe, dels El Hadjs søn "Ahmadon" i Mellem-Niger dels en mægtig negerhøvding, "Samory", i Nedre-Niger. Omkring 1880 mente Soleillet, der var nået til Ségon, at det ville være muligt at bygge en jernbane mellem Senegal og Niger, og guvernør Briéere de l'Isle overdrog kaptajn Galliéni at fastlægge den foreløbige jernbanelinje og afslutte overenskomster med de indfødte høvdinge. Galliéni og hans mænd, der var udsendt til Ségon-Sikoro, blev imidlertid tilbageholdte i 10 måneder af Ahmadon, og vendte først tilbage i 1881. Samme år sejlede oberstløjtnant Borguis-Desbordes op ad Nigeren til Samory. Han havde imidlertid ikke tilstrækkelige styrker til at kunne angribe negerhøvdingen, men det følgende år fik han presset ham tilbage hinsides Nigeren og i 1883 indledte han etableringen af fæstningen Bamako. Samory bad der efter om våbenstilstand. Denne blev imidlertid kun kortvarig, og Berlin-Konferencen af 15. februar 1885 anerkendte Frankrigs rettigheder over Øvre-Niger.
Fra 1890 indledte Frankrig en række felttog, hvorved dets virkefelt blev udvidet. Som følge af, at Ahrnadou havde grebet til våben, besluttede kommandant Archinard sig til at tilintetgøre hans magt. I et første felttog erobrede han hovedstaden i det oprørske Segou-Sikoro og i et andet felttog trængte han ind i Nioro den 1. januar 1891, hvorved Ahmadou måtte flygte til Macina. Derefter vendte han sig mod Samory og erobrede Diena, Kinian, Kankan og Bissandugu. Senere blev Samory energisk forfulgt af oberstløjtnant Humbert, uden at det dog lykkedes at få bugt med ham, men han blev med sine tropper presset tilbage mod Elfenbenskystens "bagland". År 1893 genoptog Archinard kampen mod Ahmadou, der på det tidspunkt var blevet sultan i Macina; dette felttog var så vellykket, at Ahmadous muslimske kejserdømme brød sammen. Archinard havde således standset Samorys fremgang, Trentinian forberedte hans tilintetgørelse, men Kaptajn Gouraud har - sammen med løjtnanterne Mangin (senere general Mangin) og Jacques - æren af at have taget ham til fange i Guélémon den 29. september 1898. Samory blev ført som fange til fransk Congo, hvor han døde den 2. juni 1900. Med Samory forsvandt også den sidste forhindring for franskmændenes besættelse af Øvre-Senegal og Niger.
Gennem et felttog, der lededes af oberstløjtnant Bonnier, lykkedes det tillige franskmændene, den 12. december 1893, at komme i besiddelse af Timbuktu. Den 14. januar 1894 kunne Bonnier med sine tropper trænge ind i selve byen, men to dage senere blev han, sammen med sin eskorte, myrdet i lejren ved Gundam. Daværende oberstløjtnant Joffre (senere marskal Joffre), der ankom en måned senere, reddede resten af besætningen og sikrede sig herredømmet over Timbuktu.
Ved de rejser, der blev foretaget, dels i 1894 af kaptajn Touté, som sejlede op ad en stor del af Niger, dels i 1895-1896 af marinekaptajn Hourst, der i en dampchalup sejlede ned ad Niger fra Bammako til Boussa — en strækning på 2.000 km — fik franskmændene tillige et nøje kendskab til så godt som hele Niger.
Den franske erobring af Timbuktu var en begivenhed af stor betydning. Byen havde i århundreder været et knudepunkt i Trans-Sahara-handelen og var ligeledes en by af største politiske og religiøse betydning. Før Joffre holdt sit indtog i den gamle bydel af det indtil da for europæere hemmelighedsfulde Timbuktu, var denne regnet som en hellig by, og fanatiske muslimer havde indtil da udelukket kristne fra at besøge den. I denne egn havde der fra den fjerneste oldtid hersket en meget gammel kultur tilknyttet store riger. Således eksisterede der i disse egne, fra begyndelsen af kristendommen til slutningen af det 11. århundrede, et kongerige, kaldet "Ghana". Byen var et handelsknudepunkt. Hertil kom karavaner vandrende fra Nordafrika gennem Sahara for at få guldstøv og slaver i bytte for klædestoffer, og disse karavaner bragte foruden deres varer oplysninger om hvad, der skete i Middelhavslandene. Senere erobrede kejserdømmet "Mali" eller Mandingo i Øvre-Niger, der grænsede op til kongeriget "Ghana" og blev grundlagt i en endnu fjernere oldtid, herredømmet over hele Vest-Sudan og en stor del af Sahara, fra det 8. til det 15. århundrede, og i dette tidsrum gjorde særlig bomuldskulturen store fremskridt, samtidig med, at handelen med nabostaterne blev stærkt fremmet. I det 15. århundrede begyndte i Gao, under Malis nedgangsperiode, en kort, men glansfuld opgangstid for kejserdømmet "Songhai"; denne varede imidlertid kun et århundrede, nemlig fra 1493 til 1591. Timbuktu var i denne periode midtpunktet for hele denne såvel åndelige som videnskabelige udvikling. Ved slutningen af det 16. århundrede faldt Gao og Timbuktu i hænderne på spanske frafaldne kristne, der stod under sultanen i Marokko, og i begyndelsen af det 17. århundrede gjorde "les Bambaras" sig til herre over disse kejserriger, som de beholdt, indtil endelig den berømte sudanesiske erobrer "El Hadj Omar" erobrede disse lande.
Kun få europæere havde før franskmændene formået at besøge Timbuktu. Den formodentlig første europæer, der i 1632 nåede ind i Timbuktu, var en franskmand, en fattig matros fra "Sables d'Olonne" ved navn Paul Imbert, der siden døde som slave i Marokko. I året 1826 trængte en engelsk officer, Alexander Gordon Lahing, ligeledes ind i Timbuktu, men han blev snigmyrdet på tilbagevejen, hvorfor den første opdagelsesrejsende, der har efterladt en nøjagtig beskrivelse af den hellige by, blev franskmanden René Caillié, der i 1827 trængte ind i Timbuktu, idet han udgav sig for en muhamedansk tiggermunk. Dernæst var den franske læge Henry Barlh den fjerde europæer, der besøgte Timbuktu og den anden europæer, der efterlod beskrivelser om denne by. Endelig opholdt også den tyske forsker Oscar Lenz sig i Timbuktu omkring midten af århundrede og efterlod sig en interessant rejsebeskrivelse. Fra dette tidspunkt ved man, at Timbuktu var en by i tilbagegang, og de opdagelsesrejsende følte sig der efter ikke særlig fristede til at begive sig dertil, førend franskmændene erobrede byen.

### De franske besiddelser befæstes
Franskmændenes indtrængen i Øvre-Niger blev anledningen til undersøgelsen af de landstrækninger, der adskilte dem fra de franske besiddelser ved Guinea-bugten. En rekognosceringsekspedition blev i 1887 foretaget under ledelse af løjtnant Binger. Han nåede efter kort tid Sikasso, rejste dernæst gennem Mossi og Gurounsi, men forsvandt derpå i skovene, og man hørte intet fra ham i 18 måneder. Han blev fundet på Elfenbenskysten af Treich-Lapléne, der var rejst ud fra Grand-Bassam for at søge efter ham, men nogle måneder senere døde han af udmattelse. Det var imidlertid den opdagelsesrejse, den i datiden skaffede de mest udtømmende geografiske, økonomiske og etnografiske oplysninger. Det blev således påvist, at "Kong-bjergene" ikke eksisterede, hvorved en tidligere antagelse om, at kolonierne på Elfenbenskysten og i Dahomey kun havde ringe betydning som havnepladser, da de var uden mulighed for nogen forbindelse med det indre, derved blev afkræftet. Denne rejse beviste tværtimod, at der var lige så mange udgangssteder fra Sudan, som der var franske stationer på vestkysten, fra Senegals til Nigers munding. Franskmændene indså således det ønskelige i at få etableret en forbindelse mellem Sudan og de franske kystbesiddelser. Dette var dette, der lykkedes for Binger, og skønt det var en meget farlig færd, blev den dog fuldført på den fredeligste måde. Gennem de afsluttede kontrakter fik Frankrig tilstået højhedsretten over umådelig store landstrækninger, og forbindelsen mellem Senegal, Sudan, Guinea, Elfenbenskysten og Dahomey blev sikret for fremtiden. Disse for franskmændene glimrende resultater opnåede Binger alene ved sin diplomatiske fremgangsmåde, uden at affyre et eneste geværskud. Den franske regering hædrede Binger efter bedste evne ved at kalde en ny hovedstad på Elfenbenskysten Bingerville. Senere blev ved kaptajn Marchands opdagelsesrejser i 1892-1894, hvor han sejlede op ad Baudama-floden samt ved erobringen af Bouduku i 1906, Bingers værk fuldført.

### Grænserne lægges fast
På dette tidspunkt var Frankrig protektor i kongeriget Porto-Novo ved Benin-bugten, og kongerne i Abomey afstod Cotonou til franskmændene, i øvrigt havde denne del af slavekysten fra midten af det 14. århundrede været berejst af sømænd fra Dieppe. Dog opstod der vanskeligheder i anledning af besættelsen af Cotonou, hvilket foranledigede to felttog mod kong Béhanzin. Disse lededes med held af oberst Dodds. Kongen af Dahomey blev taget til fange i januar 1894 og ført til en fransk fæstning på øen Martinique, hvor han døde. Lige efter, at Béhanzin var taget til fange, sendte guvernør Ballot politiske udsendinge til Niger, hvorved de kom udsendinge fra tysk Togo og engelsk Nigeria i forkøbet, og ved mod nord at adskille de tyske og engelske besiddelser, opnåede de at få etableret en forbindelse mellem Dahomey og Elfenbenskysten.
Gennem sin virksomhed var det lykkedes Frankrig at opnå kontrol over store dele af Vestafrika, og Frankrigs rettigheder, såvel på kysten som i det indre, blev da også anerkendt af England. Med konventionen af 10. august 1889 blev for første gang fastsat grænser mellem de to landes respektive besiddelser. Konventionen af 5. august 1890 overlod Frankrig landstrækningerne nord for linjen, der strækker sig fra Say ved Niger til Barrona ved Tchad-søen. Konventionen af 25. januar 1895 godkendte forbindelsen med det indre af landet, fra Guinea og Elfenbenskysten til Sudan og senere til Senegal. Endelig sikredes forbindelsen — bag Guldkysten — mellem Elfenbenskysten og Dahomey, samt forlængelsen af Dahomey til Niger og derfra til Tchad-søen ved konventionen af 14. juni 1898. Denne fastsatte en grænse, der var bleven gjort udkast til den 5. august 1890, og som senere, den 8. april 1904, forbedredes. Den 27. juni 1900 fastlagde Frankrig og Spanien grænserne mellem deres respektive besiddelser og Sahara i henhold til en konvention, underskrevet den 27. november 1912. Endnu en konvention med Tyskland af 23. juli 1897 standsede Togolands yderligere udvidelse mod Niger. Fra 1886 godkendte Portugal det franske protektorat i Fouta-Djallon. Gennem en konvention af 8. december 1892 blev Liberias Område mod nord afgrænset således, at Elfenbenskysten nu strakte sig til Sudan og Guinea, hvilket blev fastsat i en overenskomst af 18. september 1907.
Som følge af disse grænsefastlæggelser udgjorde Fransk Vestafrika efterhånden et stort, sammenhængende område. Ganske vist var de franske besiddelser ved kysten adskilte fra hinanden ved andre landes kolonier, men de mødes alle i det indre, ved Nigerflodens store bue. Fransk Vestafrika dannede således fra syd for Marokko og Algier til Tchad-søen, gennem hvilken den stod i forbindelse med Congo, et selvstændigt hele. Der herskede fra 1898 ro i størstedelen af disse kolonier, men man måtte dog sikre freden i de skovbevoksede distrikter ved Elfenbenskysten, holde et vågent øje med grænseegnene ved Sahara og endelig erobre Mauretanien.
Man kan med rimelighed sige, at René Caillé var den første franskmand, der havde foretaget opdagelsesrejser i de mauretanske lande, idet han i 1826 rejste gennem landet Trarza, før han nåede Timbuktu. Flere forskere havde prøvet på at undersøge landet, i særdeleshed sandklitterne og sandaflejringerne ved kysten; blandt dam kan nævnes Leon Fabert i 1891—1894 og Paul Blanchet i 1900. De af Gruvel og Ghudeau i årene 1904 til 1911 foretagne rejser havde til følge, at der blev dannet en centralstation for fiskeri i Levrier-bugten, og at Port-Etienne blev bygget i disse af naturen så stedmoderlig behandlede egne.

### Forholdene i indlandet stabiliseres
Men var kysten end bragt til ro, var det indre af landet stadig meget fjendtlig stemt overfor den europæiske indvandring. I året 1902 blev Coppolani - højtstående embedsmand i Algier og ekspert i islamiske spørgsmål - udsendt af den franske regering i den hensigt at trænge ind i Mauretanien. Det lykkedes ham at vinde de marabutiske folkestammer for sig, og han forberedte sig på at trænge ind i Adrar, da han i maj 1904 blev snigmyrdet af en fanatiker. Oberst Gouraud blev i 1907 sendt til Mauretanien for at sikre ro og fred i landet, og i 1910 havde de fleste indfødte folkestammer underkastet sig. Samtidig udnævnte man en ny emir i Adrar. Fra 1911 til 1914 bestræbte man sig på at få oprørerne til at underkaste sig, og under 1. verdenskrig kunne Frankrig glæde sig over trofasthed hos betydelige høvdinge og indflydelsesrige muhamedanske personer.

## Politisk og administrativ organisation 1920-1945
Fransk Vestafrikas organisation måtte nødvendigvis undergå talrige forandringer i takt med, at der blev ro og fred i de forskellige landsdele: lidt efter lidt blev antallet af "urolige" kolonier, der var underlagt militære myndigheder, mindre, mens antallet af "rolige" kolonier, der kunne underlægges civile myndigheder, blev større. Ved dekret af 16. juni 1895 blev der oprettet et generalguvernement for Fransk Vestafrika med hovedsæde i Dakar. Den politiske og administrative organisation blev yderligere fastlagt ved et dekret af 18. oktober 1904, der imidlertid atter ved et nyt dekret af 4. december 1920 undergik store forandringer i frisindet retning, og hvorved regeringsrådet, den permanente kommission, og den juridiske rådsforsamling blev reorganiseret. I henhold til disse to dekreter var generalguvernøren den franske republiks befuldmægtigede i alle Fransk Vestafrikas kolonier, og han alene stod i direkte forbindelse med regeringen i Frankrig.
Han havde støtte fra et regeringsråd, der havde sæde i Dakar og som bestod af 40 medlemmer, hvoraf blandt andet en indfødt høvding pr. koloni, og dette råd skulle samles mindst en gang om året. Generalguvernøren skulle i regeringsrådet godkende de forskellige lokale finansforslag fra kolonierne i Vestafrika, fastsætte hovedbudgettet og de dertil hørende tillægsbudgetter samt de særlige budgetter vedrørende lån. På samme måde skulle han lave en oversigt over de arbejder, der skulle foretages i almen interesse, træffe bestemmelse om eventuelle lån, fastsætte skatteligningen og skatteopkrævningen, samt fastlægge den afgift, der skulle betales ved ind- og udførsel af varer og klarering af skibe i Fransk Vestafrika. Desuden fastsatte han grænserne for de forskellige forvaltningsdistrikter og organiserede forvaltningen af de "blandede kommuner". Inden for regeringsrådet fandtes en permanent kommission, der bestod af 13 medlemmer, og som skulle holde møde mindst en gang om måneden. Denne kommission havde i spørgsmål, der vedrørte generalguvernementets forskellige administrative afdelinger, samme myndighed som den, som administrationsrådene i de forskellige kolonier i Vestafrika var tillagt. Hvis det var tvingende nødvendigt, kunne denne kommission afgive sin afgørelse i sager, der hørte ind under regeringsrådet, under forbehold for dette råds senere godkendelse.
Desuden havde generalguvernøren til sin støtte en juridisk rådsforsamling, der i alle sager vedrørende den offentlige administration skulle afgøre alle i administrativ henseende forekommende stridsspørgsmål.
I generalguvernementet var der desuden en generalsekretær med ansvar for de forskellige regeringsafdelinger, dog fraset guvernørens sekretariat og finansafdelingen.
Regeringens forskellige afdelinger var følgende:
Direktoratet for finansvæsen og bogholderi,
Generalinspektoratet for offentlige arbejder,
Generalinspektoratet for offentlig hygiejne, sundheds- & lægevæsen,
Generalinspektoratet for landbrug
Direktoralet for politiske og administrative sager,
Direktoratet for økonomi,
Inspektoratet for undervisning,
Direktoratet for det medicinske fakultet,
Inspektoratet for statsejendomme, indregistrering af stempler,
Inspektoratet for post-, telegraf- og telefonvæsnet,
Inspektoratet for dyrenes anvendelse og behandling.
Ledelsen i de enkelte kolonier i Fransk Vestafrika var overdraget til en koloniguvernør, der kaldtes "Lieutenant-Gouverneur", under overledelse af generalguvernøren. I egnene omkring Niger var ledelsen overdraget en overordnet officer eller overadministrator, der kaldtes "Commissaire du Gouvernement general au Territoire du Niger", og som ligeledes var undergivet General-Guvernøren.
I Senegal delte "Lieutenant-Gouverneuren" ledelsen med et "privat råd" og et "koloniråd", og i de andre kolonier assisteredes han af et administrationsråd og en juridisk rådsforsamling.
Hver koloni var underinddelt i et vist antal kredse, og i ledelsen for hver af disse kredse var udnævnt en administrator, der skulle lede den pågældende kreds, repræsentere guvernøren og udøve myndigheden i hans navn og i overensstemmelse med hans instrukser.
I Senegal var der, udover disse kredse, 4 egentlige kommuner, fuldt organiserede, nemlig: Dakar, St. Louis, Rufisque og Gorée. Både i Senegal og i de andre kolonier i gruppen fandtes der bykredse, der havde nået et så udviklet stade, at man anvendte den for "blandede kommuner" fastlagte organisation. For at give denne liberale organisation en stadig større udbredelse og således med tiden fremme folkets deltagelse i ledelsen af de sager, der vedrørte det offentlige, blev ved dekret af 4. december 1920 foretaget en reorganisering af de "blandede kommuner" og affattet love for de "indfødte kommuner". Ifølge dette dekret oprettedes de "blandede kommuner" ved forordning af generalguvernøren i regeringsrådet; de blev ledet af en administrerende borgmester og en kommission, hvis medlemmer havde stemmeret og blev valgt, alt efter kommunens udviklingstrin, enten direkte af "Lieutenant-Gouverneuren", eller ved indskrænket valg eller endelig ved almindeligt valg. Hvad de "indfødte kommuner«"angik, blev disse etableret ved forordning af "Lieutenant-Gouverneuren" og administreret af en kommission, der bestod af stedlige fremtrædende mænd, og denne kommission havde samme myndighed som kommissionerne i Bjernaas i Nordafrika.
Denne organisation dannede et, om end fast, så dog alligevel fleksibelt system, således, at hver koloni, under generalguvernementets beskyttelse, kunne følge befolkningens udvikling på nært hold og lede den på en efter forholdene passende måde.

### Militær organisation
Over alle Vestafrikas tropper stod en divisionsgeneral, der var bosiddende i Dakar. Styrken var inddelt i to brigader. Chefen for den ene af disse brigader var bosiddende i Dakar, for den anden i Bamako. Tropperne fordeltes rundt i gruppens forskellige kolonier.

### Retsvæsenet
Overhovedet for Fransk Vestafrikas retspleje var en embedsmand, kaldet »Procurer general«. Retsplejen blev udøvet af en overret, der havde sæde i Dakar, af nævningeretter i Dakar, Conakry, Gr. Bassam, Cotonou og Bamako, der dog midlertidigt kunne flyttes til andre byer, af underretter i Dakar, St. Louis, Conakry, Gr. Bassam og Bamako og endelig af forligsdommere med en efter fransk retspleje noget udvidet myndighed, i Kayes, Kankan, Kaolack, Ziguinchir, Mopti, Timbuktu, Zinder og Ouagadougou.
Desuden havde muslimerne deres egne domstole og de indfødte deres egen retspleje. Muslimernes domstole, der bestod af en kadi, en assessor og en retsskriver, afgjorde alle spørgsmål vedrørende borgerlige forhold, som ægteskab, skifte, gaver, testamente og så videre, af interesse for de indfødte muslimer. De indfødtes retspleje anvendtes i de distrikter, der ikke var indbefattet i jurisdiktionen for Senegals underretter og over for de personer, der ikke kunne dømmes af franske domstole, og den udøvedes af landsbydomstole, distrikts- og kredsdomstole og af et særligt kammer ved Fransk Vestafrikas overret.

### Undervisningen
For undervisningen i Fransk Vestafrika gjaldt anordningen af 1. november 1918. Embedsstanden bestod af en undervisningsinspektør og en række lærere, såvel for den højere undervisning som for almueskolerne. Undervisningen var fælles for alle de franske kolonier og inddeltes i tre niveauer:
1) den elementære almueundervisning,
2) den højere elementære og faglige undervisning,
3) den højere tekniske undervisning.
Der fandtes desuden specialundervisning til imødegåelse af de krav, der måtte gøre sig gældende i filantropisk, politisk eller lokal henseende.
Den elementære almueundervisning skete i landsbyskoler, distriktsskoler, byskoler og på kurser for voksne.
Undervisningen på laveste niveau påhvilede landsbyskolen, der var hele organisationens basis; den blev ledet af en indfødt lærer eller hjælpelærer. Børn, der var nødsaget til at tage fra hjemmet for at gå i skole i nabolandsbyen, fik et skolelegat, hvis beløb varierede alt efter det almindelige prisniveau i den pågældende landsby. Blandt nomadestammerne mod nord var landsbyskolen indrettet på en ganske særlig måde, nemlig som en ambulant skole, der flyttede med stammen; den kaldtes "lejrskolen".
Undervisningen på mellemste niveau påhvilede distriktsskolen; denne skole blev ledet af en europæisk lærer, der blev assisteret af indfødte hjælpelærere; den optog de bedste elever fra landsbyskolen. Byskolen fandtes i de byer, hvor der fandtes tilstrækkelig skolesøgende ungdom til at oprette en skole med 3 kurser uden at behøve at optage børn andre steder fra. Den trådte således både i stedet for landsbyskoler og distriktsskoler men havde samme undervisningsprogram.
Kurser for voksne oprettedes på lærernes initiativ overalt, hvor det i løbet af en måned lykkedes at samle ca. 30 kursussøgende.
Den højere elementære og faglige undervisning blev givet på et centralt beliggende sted i hver kolonis hovedstad. Disse skoler blev ledet af skoleinspektøren eller af en lærer med overlærereksamen, der blev assisteret af europæiske eller indfødte hjælpelærere og et underordnet personale. Eleverne, der i reglen boede på skolen, blev rekrutteret blandt de viderekomne elever i distriktsskolerne og byskolerne. Til optagelse i denne skole krævedes, at eleverne havde bestået en art præliminæreksamen eller en adgangseksamen.
Den højere tekniske undervisning blev givet i skolerne i Gorée og Dakar og hørte umiddelbart under Fransk Vestafrikas generalguvernement. "William Ponly"-skolen uddannede almindelige lærere til skolerne i Vestafrika og hjælpelærere til alle de forskellige afdelinger. "Pinet-Laprade"-skolen var en højere fagskole, der uddannede tegnere, landmålere, kunsthåndværkere, typografer, bogtrykkere og bogbindere. Marinens skole for maskinistelever påtænkte uddannelsen af indfødte maskinister til orlogs- og handelsflåden, til flodsejladsen og til private industrielle virksomheder.
Til de særlige undervisningsanstalter hørte vajsenhuset, de såkaldte "Médersas" (det vil sige muslimske skoler) og de højere undervisningsanstalter. I vajsenhuset blev optaget fra hver koloni drenge- og pigebørn af blandet race, der var forladt af deres forældre. Eleverne boede på vajsenhuset, hvor de gratis fik undervisning og ophold. "Les Médersas" fandtes kun i de islamiske distrikter mod nord, i Mauretanien, i Senegal og i fransk Sudan. Det var muslimske undervisningsanstalter, der i hovedsagen gik ud på at udnytte, til fordel for den franske politik, den indflydelse, som den muhamedanske præst udøvede på den muslimske befolkning. De højere metropolitanskoler fandtes i de distrikter, hvor den europæiske befolkning var talrig, som fx i Dakar og St. Louis. Der fandtes således gymnasiet "Faidherbe" i St. Louis, der kun optog betalende elever eller elever, der efter bestået prøve havde fået friplads, og den højere skole i Dakar, der optog både drenge og piger boende i denne by. Undervisningen var den samme som i gymnasierne og kollegierne i Frankrig, dog med undtagelse af undervisningen i filosofi og elementær matematik i øverste klasse.
Endelig var der Fransk-Vestafrikas skole for lægevidenskab, der var oprettet på de indfødtes hospital i Dakar, hvor læger, farmaceuter og indfødte hjælpejordemødre samt indfødte hjælpedyrlæger blev uddannet.

### Sundhedsvæsenet
Fransk Vestafrikas lægevæsen bestod af et militært lægedirektorat og et generalinspektorat for hygiejne og lægevæsen. Dette sidste stod under direktøren for sundhedsvæsnet, der foruden at sørge for det militære lægevæsen, tillige — som generalinspektør for sundheds- og lægevæsenet — var generalguvernørens tekniske rådgiver.
Inden for lægevæsnet må man skelne mellem flere forskellige grader: Gennem den indfødte lægehjælp skaffedes der den indfødte befolkning pleje, almindelige hygiejniske råd og profylaktiske forholdsregler mod de sygdomme, der kunne undgås. Denne hjælp blev sikret gennem militærlæger og lønnede civile læger; denne organisation opstod ret sent og var underkastet de samme love som de lokale embedsmænd. Desuden bestod lægevæsenet af hospitaler, der optog betalende syge; de indfødte blev behandlet gratis.
Hospitalerne var delt i to kategorier: de koloniale hospitaler og ambulancer, der blev finansieret af koloniministeriet, og de lokale hospitaler og ambulancer, der blev finansieret af hver enkelt koloni. Maritime afdelinger for sundhedsvæsnet skulle forebygge, at pestagtige sygdomme førtes ind i landet, sørge for profylaktiske forholdsregler mod disse sygdomme om bord på de skibe, der var stationeret eller i transit, og endelig forhindre, at disse sygdomme spredtes videre uden for et distrikt, der blev angrebet. Afdelingerne for hygiejne og beskyttelse af den offentlige sundhed søgte at forbedre landets sundhedsforhold og forhindre opståen og udbredelse af epidemier; deres opmærksomhed var særlig rettet mod spørgsmålene om vaccination og revaccination mod kopper og profylaktiske forholdsregler mod spedalskhed og sovesyge. Endelig var der i de fleste af Vestafrikas kolonier oprettet laboratorier, der i forbindelse med forannævnte afdelinger for sundhedsvæsnet medvirkede til at opspore epidemiske og smitsomme sygdomme samtidig med, at de tjente som stationer for videnskabelige undersøgelser af interesse for landet.

### Domæne- og koncessionsforhold
Statsdomænet i Fransk Vestafrika omfattede to grupper: den ene bestod af klart afgrænsede territorier for hvilke, det viste sig nødvendigt at udstede skøder af hensyn til senere udnyttelse af disse territorier, den anden gruppe omfattede de udnyttede strækninger, der indtil videre var underkastet de stedlige kutymelove. Disse landstrækninger blev ved dekret af 23. oktober 1904 erklæret for statsejendom.
Territoriale koncessioner blev givet på nøjagtigt fastsatte betingelser, som koncessionshaveren måtte overholde i landets almene interesse og til gavn for landets økonomiske udvikling. De kunne gives både til europæere og til indfødte. Der fandtes ingen almindelig lovgivning for bevilling af koncessioner. Da jordens beskaffenhed og klimaet – og som følge heraf jordens ydeevne – samt endvidere betingelserne for udnyttelse af jorden i høj grad var forskellige i Fransk-Vestafrika, overlod man hver enkelt koloni at udfærdige sine særlige anordninger i herom.

### Post-, telegraf- & telefonvæsenet
Hver enkelt koloni i Fransk Vestafrika havde sin egen post- og telegrafstation, der var uafhængig af de andre og havde egne indtægtskilder. Dog var enhedsprincippet, hvad ledelse og undersøgelse af spørgsmål af almen interesse angik, sikret gennem generalguvernementet. Taksterne og betingelserne for forsendelse af de forskellige postsager mellem kolonierne indbyrdes eller mellem kolonierne og moderlandet var ens overalt. Posttarifferne i det indre af Vestafrika var overvejende de samme som i Frankrig. Der fandtes i alt 282 post- og telegrafkontorer omkring 1920 (heraf 5 kontorer i Togo), hvoraf 32 udelukkende var postkontorer. Da de franske kolonier alle var medlemmer af verdenspostunionen, var forbindelsen mellem de vestafrikanske kolonier og de tilgrænsende lande bestemt af den internationale postkonvention. Postbefordringen foregik dels ved franske postskibe, med eller uden statsunderstøttelse, dels ved udenlandske dampskibe, som anløb Afrikas vestkyst.
Af undersøiske kabler, der forbandt Vestafrika med den øvrige del af verden, fandtes omkring 1920 6, nemlig:
1) Kablet fra Dakar til Brest, der udelukkende var fransk, med forlængelse til Conakry, Monrovia, Gr. Bassam og Cotonou, og hvorigennem kunne opnås direkte forbindelse med Frankrig.
2) Kablet »Spanish National«, hvorigennem kunne opnås forbindelse med Europa over Tenerife og Cadix.
3) Det vestafrikanske kabel, der sikrede Vestafrikas forbindelse på den ene side med São Vicente på Kap Verde, Madeira og Europa, på den anden side med Zanzibar og Aden over Kapkolonien.
4) De engelske kabler, hvorigennem blev opnået direkte forbindelse mellem Conakry og Sierra Leone og mellem Cotonou og Lagos.
5) Den franske stats kabel, hvorigennem blev opnået forbindelse mellem Vestafrika og Ækvatorialafrika over Cotonou, Libreville, Kap Lopez og Pointe-Noire.
6) Selskabet »South American«s kabel, der nåede til Pernambuku.
Fransk Vestafrikas radiotelegrafiske net blev betydeligt udvidet efter 1913, det omfattede herefter 16 stationer, nemlig:
1) Port-Etienne stationen, der havde en normal rækkevidde på 1.000 km om dagen og 3.000 km om natten; de postskibe, der kom fra nord, kunne derigennem anmelde deres ankomst til Dakars red 50 timer i forvejen. Den kunne over Rufisque stationen sende meddelelse til alle Lande.
2) Rufisque stationen, der havde samme rækkevidde som forannævnte og stod i forbindelse med Port-Etienne og Conakry; den modtog hver morgen, over stationen i Lyon, telegrammer fra Frankrig, og på et bestemt klokkeslæt udsendte den et communique til pressen.
3) Dakar stationen, der havde en rækkevidde på 700 km om dagen og 1.000 km om natten; den havde kun forbindelse med skibe, der befandt sig på søen, men modtog radiotelegrammer til og fra alle lande.
4) Conakry stationen, der havde en rækkevidde på 1.000 km om dagen og 3.000 km om natten; den stod i forbindelse med skibene og forbandt Guinea med Senegal over Rufisque og med Elfenbenskysten over Monrovia og Tabu.
5) Monrovia stationen, der havde en rækkevidde på 300 km om dagen; den sikrede den almindelig offentlige forbindelse med skibene og forbandt Conakry med Tabu.
6) Tabu stationen, der havde en rækkevidde på 500 km om dagen og sikrede den almindelige forbindelse med skibene; det var meningen, at den skulle forbinde Monrovia med Abidjean.
7) Timbuktu stationen, der havde en normal rækkevidde på 1.200 km og sikrede forbindelsen mellem Zinder, Kidal og Bamako.
8) Atar og Thinguetti stationerne, der havde en rækkevidde på henholdsvis 800 og 500 km om dagen og var beliggende på grænsen af Mauretanien.
9) Kidal stationen, der havde en rækkevidde på 800 km om dagen og sikrede forbindelsen mellem Sudan og landstrækningerne omkring Niger, Timbuktu og Bamako.
10) Nigers radiotelegrafiske net, der særlig blev benyttet i militær henseende og som sikrede hurtig forbindelse i et land, hvor overhovedet ingen telegrafiske linjer fandtes.
11) Zinder stationen, der havde en rækkevidde på 1.000 km om dagen og forbandt landstrækningerne omkring Niger med andre stationer i kolonien.
12) N'Guimi stationen, der havde en rækkevidde på 500 km og var af overordentlig stor betydning idet den forbandt Vestafrika med Ækvatorialafrika gennem Fort Lamy og nettet omkring Tchad-søen.
13) Bilma stationen, der havde en rækkevidde på 500 km og forbandt Meharist inddelingerne med territoriets øverstkommanderende.
14) Tahoua stationen, der havde en rækkevidde på 400 km og var en lille station med forbindelse inden for nettet.
15) Agades stationen, der havde en rækkevidde på 500 km og sikrede forbindelsen i det indre af gruppen.
16) Bamako stationen, der først blev taget i brug efter 1922 og hvorigennem der blev oprettet direkte forbindelse mellem moderlandet og alle kolonierne i gruppen.

### Færdselsveje i mellemkrigstiden
Færdselsvejene blev efter 1. verdenskrig betydeligt udvidede og forbedrede. Fraset flodvejene havde de jernbanelinjer, der efter krigen blev benyttet, en skinnelængde af 2.688 km, og de da projekterede jernbanelinjer, der da var under anlæg, en længde af 3.000 km. Der var desuden 10.000 km landeveje eller belagte veje, hvoraf størstedelen — i det mindste i den tørre tid — var farbare med biler.
Fransk Vestafrika stod i forbindelse med Europa gennem talrige dampskibslinjer. Følgende franske Selskaber havde oprettet regelmæssig forbindelse fra Bordeaux til Senegal: "La Gompagnie des Chargeurs Réunis", "La Compagnie Generale Transatlanlique" og "La Compagnie Sud-Atlantique", og en del mindre selskaber havde af og til dampskibsforbindelse med Senegal. Fra Marseille var der ligeledes regelmæssig forbindelse gennem selskaberne "La Société Generale des Transports Maritime", "Fraisinet" og "Les Affréteurs Réunis". De engelske linjer "British and African", "Elder Dempster" og "African Steamship" afgik fra Liverpool; den belgiske linje "La Compagnie Maritime belge du Congo" anløb La Palice i Frankrig; og de italienske linjer "Veloce" og "La Navigazione generale italiana" anløb Barcelona. Alle disse linjer anløb Dakars havn. Det danske Selskab "Krohn" gik i regelmæssig fart mellem de skandinaviske havne, Bordeaux og Dakar. Disse forskellige dampere brugte 7—12 dage om at sejle fra en europæisk havn til Dakar.
Kolonierne mod syd havde ligeledes regelmæssig dampskibsforbindelse med Europa gennem nogle af de ovennævnte franske, engelske og belgiske dampskibsselskaber. Farten på Elfenbenskysten og Dahomey blev besørget af selskabet "Cyprien Fabre" i Marseille.

### Dakar, Fransk Vestafrikas vigtigste havn
Dakar, beliggende på den yderste spids af halvøen Cap Vert på en lav og sandet kyst med sparsom vegetation blev tidligt et foretrukket landgangssted for rejsende fra Europa til Vestafrika. Dakar havde tidligere været en lille landsby, hvor indfødte fiskere boede. Den blev samtidig med halvøen Kap Verde afstået til Frankrig af Damel du Cayor i slutningen af det 18. århundrede og udvikledes sig efterhånden til en by med over 32.000 indbyggere, hvoraf ca. 3.000 europæere. Dakar udvikledes sig til den største by i Senegal og var fra 1902 hovedstaden i Fransk Vestafrika, og havde den vigtigste havn på Afrikas kyst; denne havn var god og havde alle betingelser for at hævde sig som en af de mest betydningsfulde i verden.
Ankerpladsen i Dakars havn var sikker, og landingsstedet oplyst af 3 fyr fra Mamelles, Kap Manuel og Almadies. Skibene lå her i læ for vinden og havet, idet kysten fra Rutisque til Kap Manuel beskriver en halvcirkel, og de beskyttedes yderligere af to store bølgebrydere, hvoraf den ene var 2 km, den anden 650 meter lang. Kajerne var over 700 meter lange og derfra udgik to moler, der hver havde en længde af 300 meter. Disse kajer var gennemkrydset af jernbaner, der benyttedes af jernbaneselskabet fra Dakar til St. Louis, og havde en skinnelængde på over 6 km. I krigshavnen fandtes en reparationsdok, der kunne optage skibe, der målte 180 meter i længden, 25 meter i bredden og med indtil 9 meters dybgang.
Som fælge af Dakars heldige beliggenhed på det yderste punkt på Afrikas vestkyst, måtte den synes at ville blive et naturligt anløbssted for alle skibe, der sejlede på det sydlige Atlanterhav, men den blev bygget for sent til at blive et uomgåeligt anløbssted for alle dampskibsselskaber, der sejlede mellem Europa og Sydamerika, idet disse allerede havde 3 anløbshavne, nemlig Santa Cruz de Ténériffe, Las Palmas på de kanariske øer og São Vicente på øgruppen Kap Verde. Havnene på de kanariske øer havde den fordel, da de lå nærmere ved Europa, at de kunne skaffe kul til en billigere pris end Dakar, hvorimod havnen i St. Vincent ikke havde denne fordel. Imidlertid havde generalguvernementet i Fransk Vestafrika gjort alt for at udvikle de fordele, som Dakars havn kunne byde søfarten. Skibene forsynedes billigt med vand og efter, at et italiensk kulfirma, der blev oprettet i slutningen af 1910, forsynede skibene hurtigt og automatisk med kul, udlignedes den højere pris på brændsel gennem den tid, der blev sparet, og de reducerede driftsomkostninger.
Til indtægt for havnevæsnet opkrævedes en tonnageafgift af hvert skib, der løb ind i Dakars havn; denne var fastsat til 0,05 Franc pr. nettoton for skibe, der blev liggende på reden, og til 0,10 Franc for skibe, der lagde til ved kajen. Prisen for lodsning var mindst 30 Francs og højst 300 Francs for ind- og udgang. Hvad varetransporten angår, gik over halvdelen af hele Fransk Vestafrikas varetransport gennem Dakars havn. Af disse varer betaltes en takst af 2 Francs pr. ton for hver indskibning, hver udskibning og hver omladning, der foregik på reden; dog var taksten for kul fastsat til l Franc pr. meterton kul, der udskibedes på kajen eller blev omladet på reden af det skib, der havde bragt ladningen. At oplægge varer på kajen under åben himmel var gratis for et i de fleste tilfælde tilstrækkelig langt tidsrum. De rejsende skulle ikke betale nogen afgift for at komme i land. Forbindelsen til land fra de skibe, der lå på reden, besørgedes af private selskaber, under monopol, men under regeringens kontrol.